# ドナティラ・ダミアーニ
ドナティラ・ダミアーニ（Donatella Damiani、1958年6月3日 - ）は、イタリアの女優。ナポリ出身。代表作はフェデリコ・フェリーニの『女の都』。名前は日本語ではドナテッラ・ダミアーニやドナテーラ・ダミアーニ、ドナテラ・ダミアーニとも表記される。日本公開作はあまりない。
人形のような可愛らしい顔をしているが、スタイルはメリハリのあるセクシーな肢体で、とりわけ胸は爆乳である可愛らしい顔とのギャップが魅力。
生まれは1955年としているデータもある。1983年10月号の『PLAYBOY』でヌードグラビアを披露した。

## 出演作品
- Liebes Lager （ロレンツォ・パッリ監督、1976年）
- La liceale seduce i professori （マリアーノ・ラウレンティ（イタリア語版）監督、1979年）
- カリギュラ（1979年） ノンクレジット
- Non ti conosco più amore （セルジオ・コルブッチ監督、1980年）
- 女の都（フェデリコ・フェリーニ監督、1980年）
- 欲望の中の女（イタリア語版）（ジャンフランコ・アルジェルッチ監督、1981年）
- I carabbinieri （フランチェスコ・マッサーロ（イタリア語版）監督、1981年）
- Vigili e vigilesse （フランコ・プロスペリ（イタリア語版）監督、1982年）
- Grog （フランチェスコ・ラウダディオ（イタリア語版）監督、 1982年）
- Hanna D. - La ragazza del Vondel Park （リーノ・シルヴェストーロ（イタリア語版）監督（アクセル・バーガー名義）、1984年）
- Il peccato di Lola （ブルーノ・ガブッロ（イタリア語版）監督、1985年）日本では1987年に『ローラの秘め事』という日本題でビデオが発売された。英題は『LOLA'S SECRET』[3]。
- Bambola di carne （アンドレア・ビアンキ（イタリア語版）監督、1995年）